# تقدير توقعي لبنية البروتين

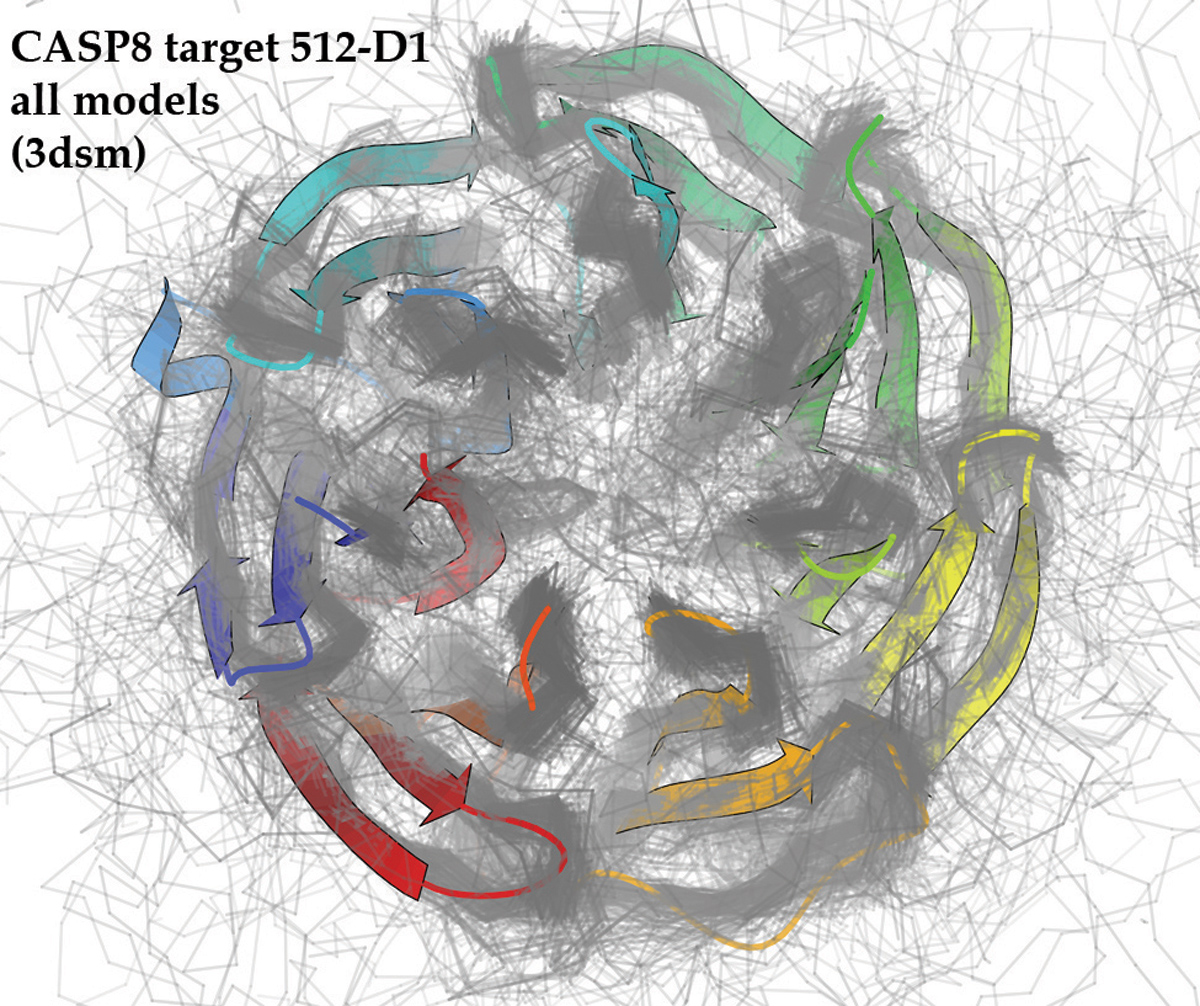
بنية مستهدفة (شرائط) و354 تنبؤ قائم على أساس القالب (الرمادي Calpha العمود الفقرى) ؛ من CASP8

التقدير التوقعي لبنية البروتين (اختصاراً CASP) هي تجربة عالمية لتوقع بنية البروتين تقام مرة كل سنتين منذ عام 1994. توفر هذه التقنية فرصة لاختبار طرق توقع هياكل البروتينات وتوصيل توقعات فنية مستقلة بمجال توقع اشكال البروتينات لمراكز البحث ومستخدمي البرامج. على الرغم من أن الهدف الأساسي من CASP هي تطوير الوسائل للتعرف على البنية الثلاثي الابعاد للبروتينات من تراكيب احماضها الامينية، الكثيرون يرون هذه التجربة على انها بطولة العالم في هذا المجال من العلوم.  أكثر من 100 مجموعة بحث حول العالم يشاركون فيها بشكل روتيني ومن الشائع ان تستأنف مجموعات كاملة ابحاثها الأخرى بينما يركزون على تجهيز «سيرفراتها» لهذه التجربة والقيام بالتوقعات الدقيقة.

## اختيار البروتينات المستهدفة
لضمان ان لا أحد من المتنبئين لديه معلومات مسبقة عن بنية البروتين ولكي لا يكون لديه افضلية عن الاخرين، من المهم ان تقام التجربة بطريقة مزدوجة التعمية: كل من المتنبئين والمنظمين يجب ان لا يعرفوا هياكل أو بنى البروتينات في وقت إنشاء التجارب. البروتينات المستهدفة قد تكون اما على وشك ان تكتشف بواسطة تقنية الدراسة بالاشعة البلورية أو هياكل تم اكتشافها حديثا ومحفوظة في بنك بيانات البروتينات.  إذا كانت المتسلسلة المعطاة مرتبطة الاصل ببروتين معروف البنية) يسمى قالب), بالإمكان استخدام تصميم البروتين المنافس “دراسة البلورات بالأشعة السينية” للتنبؤ بشكل ثلاثي الأبعاد القوالب يمكن العثور عليها باستخدام اساليب تسلسل المحاذاة  (على سبيل المثال BLAST أو HHsearch) أو protein threading التي هي أفضل في إيجاد قوالب بعيدة الصلة. وإلا يجب تطبيق  دي نوفو بنية البروتين التنبؤ (على سبيل المثال روزيتا) وهي أقل موثوقية ولكن في بعض الأحيان يمكن أن تسفر عن نماذج صحيحة (عادة، البروتينات أقل من 100-150 حمض أميني). التراكيب الجديدة كليا أصبحت نادرة،  مما يجعل هذه الفئة أقل من المرغوب فيه.